# Housatonic (Schiff, 1891)
Die Housatonic war ein US-amerikanischer Frachter. Ihre Versenkung am 3. Februar 1917 durch ein deutsches Unterseeboot heizte die Stimmung für den Kriegseintritt der USA weiter an, zumal anfangs fälschlich gemeldet wurde, sie sei ohne Vorwarnung versenkt worden.
Die Housatonic war ursprünglich in Großbritannien für deutsche Rechnung gebaut worden. Als Pickhuben war sie das größte Schiff der Hamburger Dampfschiffs-Rhederei Hansa, einer Trampschiffsreederei, die in den Sommermonaten auch einen Liniendienst nach Kanada betrieb. Diese nicht mit Bremer DDG Hansa zu verwechselnde Reederei wurde 1892 von der Hamburg-Amerikanischen Packetfahrt-Actien-Gesellschaft (Hapag) übernommen. 1895 erhielt das Schiff den Namen Georgia. Es wurde auf verschiedenen Linien eingesetzt und verblieb 1914 in den USA, wo es 1915 an amerikanische Eigner verkauft und in Housatonic umbenannt wurde.

## Geschichte
Die Dampfschiffs-Rhederei Hansa wurde 1881 in Hamburg gegründet. Zu den Gründern gehörte der Reeder Carl Laeisz, der auch Aufsichtsratsvorsitzender wurde. Bis 1884 wurden vier Neubauten von unter 2000 BRT bestellt und als größtes Schiff von der Hapag die über zehn Jahre alte Vandalia (2810 BRT) angekauft und als Kehrwieder in Fahrt gebracht. Im August 1883 begann die Reederei einen Liniendienst von Hamburg über Antwerpen nach Quebec, der ab 1884 auch Halifax und Boston anlief.
1889/1890 beschafft die Rhederei Hansa sechs weitere Neubauten von 2404 bis 3143 BRT und hatte insgesamt neun Dampfer. Die Pickhuben war das größte dieser Schiffe und das einzige, das die Glasgower Werft Barclay, Curle & Co. für die Reederei baute.
Ihre Jungfernreise von Hamburg nach Quebec und Montreal begann die Pickhuben am 15. April 1891. Im Sommer 1891 wurden von der Reederei 20 Fahrten nach Quebec und Montreal durchführen. Zum Ende der Saison wurde die Pickhuben von der nahestehenden Deutsch-Australischen Dampfschiffs-Gesellschaft gechartert und startete am 17. Oktober 1891 mit 4400 Tonnen und 98 Passagieren nach Australien. Am 9. Januar 1892 begann sie in Sydney mit einer Wolladung die Rückreise nach Hamburg. Im März 1892 wurde sie durch die Übernahme der Reederei ein Schiff der Hapag und fuhr am 17. April 1892 erstmals auch auf der Hauptlinie nach New York, aber das Haupteinsatzgebiet blieb die Route nach Montreal.
Als Ersatzfahrzeug für die Erlangen wurde die Pickhuben ab dem 14. September 1894 erneut für die DADG nach Australien eingesetzt. Über Melbourne lief sie ab dem 11. November wieder nach Hamburg zurück.

### Weiterer Dienst für die Hapag
In Hamburg wurde das Schiff am 2. Februar 1895 in Georgia umbenannt und machte ihre erste Reise unter dem neuen Namen am 24. April 1895 von Stettin über Helsingborg, Göteborg und Kristiansand nach New York, wo das Schiff mit 546 Fahrgästen eintraf. Diese Zahl wurde auf den folgenden zwölf Reisen nie wieder auch nur annähernd erreicht. Nur auf den vier Reisen des ersten Jahres wurden schwedische und norwegische Auswanderer transportiert. Ihre letzte Reise auf dieser Route begann am 11. November 1897.
Am 2. April 1900 erfolgte der erste Einsatz der Georgia auf der Strecke von Genua und Neapel nach New York, auf der sie am 2. März 1902 ihre letzte Fahrt begann. In diesem Dienst wurden neben ihr noch die Sicilia (ex Stubbenhuk) und Scotia (ex Grimm) eingesetzt.
 Danach führte die Georgia ab dem 7. Mai 1902 auf der neuen Strecke von Odessa über Konstantinopel, Smyrna und Piräus nach New York sieben Rundreisen durch, deren letzte am 13. März 1904 begann. Neben der Georgia wurde auf dieser zusammen mit der DLL betriebenen Linie auch wieder die Sicilia (ex Stubbenhuk) eingesetzt, die ab April 1902 neun Rundfahrten absolvierte. Als die Linie 1904 wieder eingestellt wurde, hatten die Schiffe beider Gesellschaften insgesamt 27 Rundfahrten durchgeführt.
Die Georgia wurde mit einer erheblich erweiterten Zwischendecksausstattung ab Ende 1904 als Auswandererschiff aus dem Mittelmeer nach New York eingesetzt. Die erste Reise begann in Triest mit 720 Fahrgästen. Weitere sieben Reisen erfolgten 1905 und 1906 weitere vier. Danach wurde das Schiff nur noch als Frachter eingesetzt. Sie war seit dem Verkauf der Sicilia 1913 das einzig verbliebene ehemalige Hansa-Schiff im Dienst der Hapag. 1914 suchte die Georgia bei Kriegsausbruch die USA auf und verblieb dort.
Am 16. April 1915 verkaufte die Hapag das aufliegende Schiff an die neugebildete Housatonic Steamship Company in New York, die das Schiff in Housatonic umbenannte. Wie andere Verkäufe löste auch dieser den Verdacht aus, er diene der verdeckten Versorgung deutscher Kriegsschiffe oder dem Transport von Gütern nach Deutschland unter amerikanischer Flagge.

### Das Ende derHousatonic

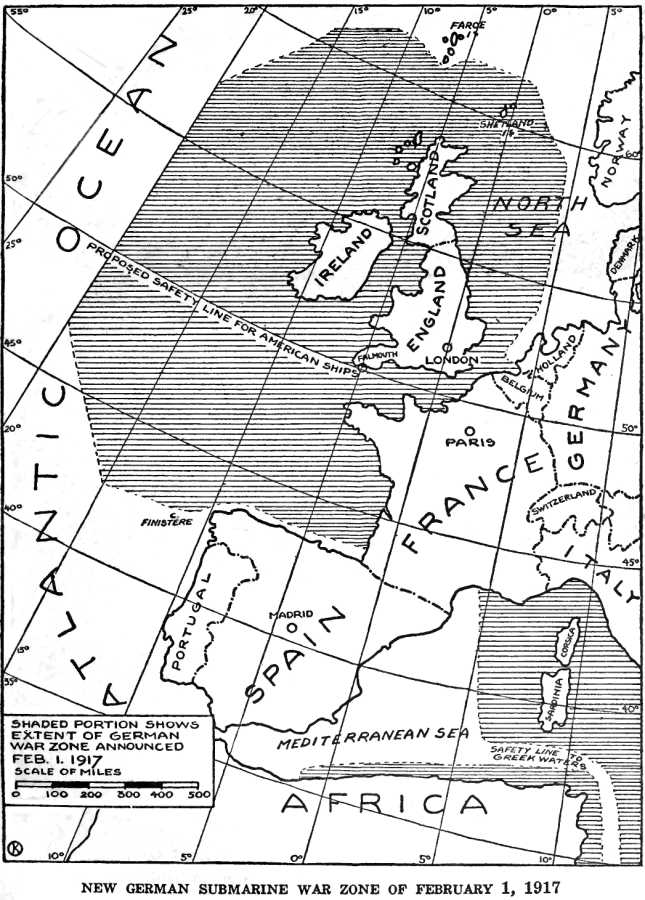
Die vom Deutschen Reich am 1. Februar 1917 erklärte Kriegszone

Am 31. Januar 1917 teilte die deutsche Reichsregierung unter anderen den USA mit, das sie am 1. Februar erneut den unbeschränkten U-Boot-Krieg wieder aufnehme. Als Reaktion brach die US-Regierung die diplomatischen Beziehung mit dem Deutschen Reich ab und wies am 3. Februar 1917 den deutschen Botschafter, Graf Bernstorff, aus.
Am gleichen Tag wurde die Housatonic als erstes amerikanisches und neutrales Schiff in der erklärten Kriegszone versenkt. Erste Meldungen, das Schiff sei ohne Vorwarnung versenkt worden, erwiesen sich als falsch. Das Schiff war gechartert von der britischen Firma Brown, Jenkinson & Company auf dem Weg von Galveston nach London mit einer Ladung von 144,000 bushels Weizen, als es gegen 10:30 Uhr südlich der Scilly-Inseln durch das deutsche Unterseeboot U 53 unter Kapitänleutnant Hans Rose mit zwei Warnschüssen gestoppt wurde. Die Deutschen enterten das Schiff und erklärten nach der Überprüfung der Schiffspapiere dem Kapitän Thomas A. Ensor der Housatonic, dass das neutrale Schiff in britischen Auftrag unterwegs sei und auch die Lieferung von Lebensmitteln die Kriegsanstrengungen unterstützten und daher das Schiff versenkt werden müsse. Die 37 Mann der Besatzung des Schiffes wurden aufgefordert, in zwei Rettungsboote zu gehen, und die Housatonic wurde um 12:30 Uhr mit einem Torpedo auf 49° 35′ 0″ N, 6° 8′ 0″ W versenkt. Dann schleppte das U-Boot die Rettungsboote in Richtung englischer Küste. Nach 90 Minuten kam ein Wachboot in Sicht, das durch einen Schuss mit der Deckskanone auf die Rettungsboote aufmerksam gemacht wurde, ehe U 53 ablief.
Am gleichen Tag versenkte U 45 unter Kapitänleutnant Erich Sittenfeld den Frachter Eavestone, der ohne Vorwarnung angegriffen wurde und auch noch beschossen wurde, als die Besatzung bereits in die Rettungsboote ging, wobei fünf Mann, darunter ein Amerikaner, starben.
Die erste Berichterstattung über beide Vorfälle erregte die amerikanische Öffentlichkeit und unterstützte den Kriegseintritt der USA am 6. April 1917, der auch als Reaktion auf den uneingeschränkten U-Boot-Krieg begründet wurde.

## Schicksal der Schiffe der Dampfschiffs-RhedereiHansa
| Stapellauf in Dienst  | Name          | Tonnage           | Werft                                      | Schicksal |
| 17.06.1881 13.08.1881 | Baumwall (I)  | 1629 BRT 4260 tdw | FSG BauN° 33                               | Februar 1889 an de Freitas verkauft: Lusitania(1890), 25. August 1901 im Kanal nach Kollision gesunken                                                        |
| 28.09.1881 22.11.1881 | Wandrahm (I)  | 1629 BRT          | FSG BauN° 42                               | 1890 an de Freitas verkauft: Venezia, 1910 nach Italien verkauft, 1913 gestrandet                                                                             |
| 19.11.1881 14.02.1882 | Vorsetzen     | 1714 BRT 2453 tdw | Blohm & Voss BauN° 15                      | im Februar 1885 auf der Ausreise im Nord-Atlantik verschollen; 40 Tote                                                                                        |
| 28.04.1882 1.06.1882  | Grasbrook     | 1935 BRT 2350 tdw | Reiherstiegwerft BauN° 339                 | 1892 an Hapag: Dalecarlia (1894), 1898 an Rob. M. Sloman, Hamburg, verkauft: Barcelona, 1900 Licata, 16. März 1905 in der Biskaya gesunken                    |
| 22.04.1871 15.05.1883 | Kehrwieder    | 2805 BRT          | Caird & Co. BauN° 162                      | Ankauf der Vandalia von der Hapag, 1894 zurück an Hapag: Polonia (1895), 1897 Abbruch                                                                         |
| 3.08.1871 17.04.1887  | Cremon        | 2132 BRT 2500 tdw | Laing BauN° 177                            | Ankauf der Bahia von der Hamburg Süd, neue Maschine, 1892 an Hapag: Dalmatia (1894), 1897 an D. Fuhrmann verkauft, 1900 nach Italien, 1916 Abbruch            |
| 16.03.1889 12.05.1889 | Steinhöft     | 2479 BRT 3614 tdw | Reiherstiegwerft BauN° 371                 | 1892 an Hapag: Canadia (1894), 1905 verkauft an Russland: Revel (zurückgegeben), 1909 nach Griechenland verkauft: Myrtoon, 1914 nach Frankreich, 1924 Abbruch |
| .09.1881 6.1890       | Cassius       | 2449 BRT          | Norddeutsche Schiffbaugesellschaft BauN° 5 | 1890 von C. Anderson, Hamburg, gechartert für drei Kanada-Reisen, 1905 nach Japan verkauft, 8. Oktober 1920 gesunken                                          |
| 20.05.1890 19.07.1890 | Grimm         | 2637 BRT 3700 tdw | Connell BauN° 167                          | 1892 an Hapag: Scotia (1894), 1910 an E. Retzlaff, Stettin, verkauft, 1922 Nordsee, 1924 Denise/B, 1925 Abbruch                                               |
| 13.08.1890 19.10.1890 | Stubbenhuk    | 3016 BRT 4140 tdw | Connell BauN° 168                          | 1892 an Hapag: Sicilia (1894), 1913 nach Japan verkauft: Komegata Maru, 1925 Heian Maru, 1926 gestrandet                                                      |
| 28.08.1890 3.12.1890  | Baumwall (II) | 2889 BRT 4260 tdw | Blohm & Voss BauN° 74                      | 1892 an Hapag: Christiania (1894), 1910 an E. Retzlaff, Stettin, verkauft, 14. Februar 1913 nach Kollision vor Borkum gesunken                                |
| 1.11.1890 25.02.1891  | Wandrahm (II) | 2678 BRT 3610 tdw | Tecklenborg BauN° 104                      | 1892 an Hapag: Hispania (1894), 1910 an E. Retzlaff, Stettin, verkauft: Kreta, Tebea, Bosporus , 1925 in Türkei verkauft, 1965 Abbruch                        |